# Niccolò Boldrini
Pour les articles homonymes, voir Boldrini.
Niccolò Boldrini (né à Vicence vers 1492 ou 1500/1510 – mort à Venise vers 1570) est un graveur italien de la Renaissance.

## Biographie
Niccolò Boldrini a souvent été confondu avec Niccolò Vicentino. Boldrini était un graveur sur bois. Il est né à Vicence au début du XVIe siècle et y vécut jusqu'en 1566. Son œuvre la plus connue est sans doute Die Landschaft mit der Kuhhirtin (traduction littérale : « le paysage avec la fermière », mais son nom français est Le Laocoon).

## Œuvres
Quelques autres œuvres et leur traduction littérale :
- St. Jerome praying in landscape (« Saint-Jérôme priant dans la nature »)
- Mountainous landscape with woman milking cow (« Paysage de montagne avec une femme trayant des vaches »)
- Six Saints including Catharine & Sebastian (« Six saints dont Catherine et Sébastien »)
- The Wise Men's Offering (« Le cadeau des sages »)
- Squirrel on a branch (« Écureuil sur une branche »)

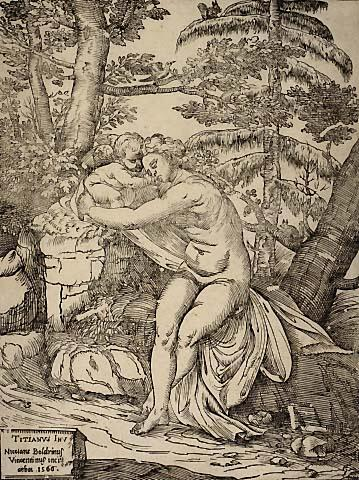
Vénus et Cupidon de Niccolò Boldrini
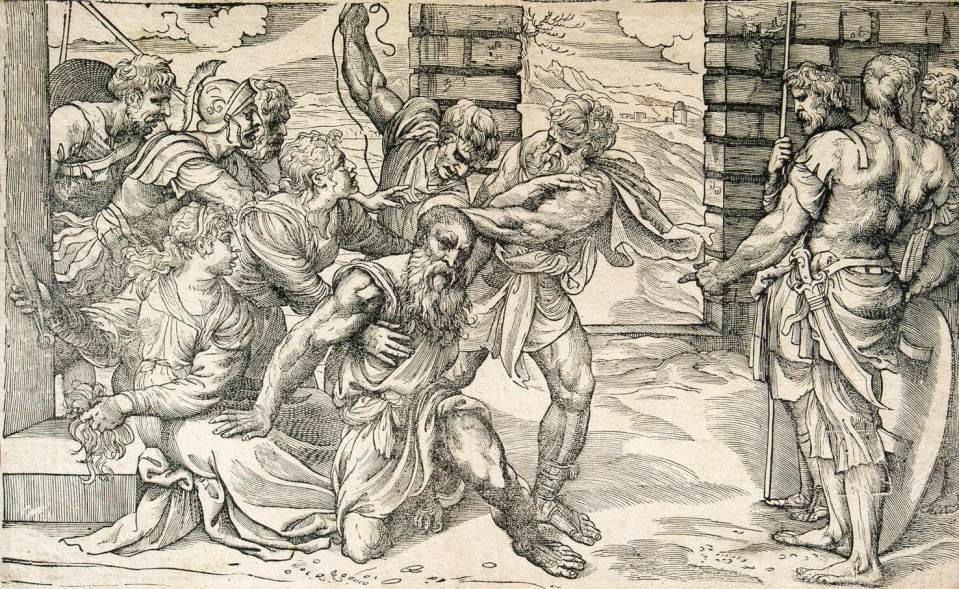
Samson et Dalila de Niccolò Boldrini